# Íñigo López de Mendoza y Manrique de Luna
Íñigo López de Mendoza y Manrique de Luna (... – Saragozza, 8 giugno 1591) è stato un nobile spagnolo, rappresentante di re Filippo II di Spagna nel Regno d'Aragona e per tale motivo venne elevato al titolo di marchese di Almerara nel 1587.

## Biografia
Era figlio di Gaspar Gastón de la Cerda y Mendoza, signore di Pastrana, e di Isabel de Luna. Lottò con sua cugina Ana de Mendoza, la principessa di Eboli, per reclamare la primogenitura di Almenara, fondata dal suo bisavolo cardinal Mendoza, il quale aveva stabilito che non poteva essere ereditata per linea femminile in presenza di una linea maschile vivente. Vinse la causa, diventando signore di Almenara e nel 1587 venne creato primo marchese di Almenara da Filippo II.
Re Filippo II lo aveva nominato viceré d'Aragona nel 1588, come lo era stato suo zio Diego Hurtado de Mendoza y de la Cerda, ma la sua nomina venne respinta dagli Aragonesi non essendo egli nato nel regno, e pertanto dovette tornare a Madrid. Allora il re nominò viceré Jaime Jimeno de Lobera, vescovo di Teruel, dopo di che inviò il marchese di Almenara a Saragozza per agire come suo rappresentante nel pleito del virrey extranjero, col potere di essere consultato in tutte le decisioni e le nomine effettuate dal viceré e dal governatore e con l'intento che sarebbe stato nominato viceré qualora avesse vinto la causa.
Almenara fu l'istigatore della persecuzione di  Antonio Pérez da parte dall'Inquisizione, per poterlo arrestare senza che il Justicia potesse intervenire. Dopo la decisione del Justicia di autorizzare il trasferimento di Pérez dal carcere dei manifestati a quello dell'Inquisizione, il 24 maggio 1591, i sostenitori di Pérez cercarono di prendere d'assalto la casa di Almenara. Il Justicia si offrì allora di accompagnarlo in un posto più sicuro, ma gli ammutinati chiesero che Almenara e i suoi servi fossero prima disarmati. Dopo che Almenara lasciò la sua residenza, venne attaccato e ferito dalla folla, e quindi trasferito alla prigione reale, dove morì l'8 giugno.
Si sposò con Ana del Águila, ma non ebbero figli, e gli succedette il fratello Diego come marchese di Almenara.